# كارلتون سبراغ سميث
كارلتون سبراغ سميث (بالإنجليزية: Carleton Sprague Smith)‏ هو مؤرخ موسيقى ‏ وكاتب ومؤرخ أمريكي، ولد في 8 أغسطس 1905 في نيويورك في الولايات المتحدة، وتوفي في 19 سبتمبر 1994.